# 气旋查帕拉
极强气旋风暴查帕拉是2015年北印度洋气旋季第三个获命名的风暴，于2015年11月对索马里和也门构成中等程度破坏。系统源于10月28日印度西岸近海的低气压，次日就增强成气旋风暴。接下来查帕拉因外界环境有利快速增强。10月30日印度气象局估计风暴达到最高强度，三分钟持续风速每小时215公里。美国联合台风警报中心估计查帕拉的持续风力时速为240公里，这在阿拉伯海历史上都是非常强劲的热带气旋。达到最高强度后，气旋于11月1日从也门索科特拉岛掠过，成为1922年后首场袭击该岛并达飓风强度的风暴。狂风暴雨导致全岛电力中断，一周后吹袭也门的气旋梅格更令灾情雪上加霜。
离开索科特拉岛后，虽然外界环境趋于不利，但查帕拉的强度基本保持，于11月2日进入亚丁湾并成为该海域有纪录以来的最强风暴。气旋擦过索马里北岸，摧毁350幢房屋并导致数以万计的动物死亡。面对来热汹汹的风暴，也门东南部大范围地区人员疏散，即便正插身该国内战的基地组织控制区也不例外。11月3日清晨，查帕拉以特强气旋风暴强度从也门穆卡拉附近登陆，又成为有纪录以来吹袭该国的最强风暴。次日，查帕拉就在陆地上空减弱为残留低气压。也门沿海区域的降雨量相当于以往数年总和，导致部分地区被淹，成百上千的民居和多条公路受损。得益于人员疏散及时，该国只有八人死亡，另有65人受伤。查帕拉及之后的气旋梅格过去后，多个国家、非政府组织和联合国机构向也门提供金融和物资援助。该国面临粮食和燃料短缺，风暴的残留影响还导致蝗灾并引起登革热爆发，又夺走七条人命。

## 发展历程
2015年10月25日，季风槽在印度西南方向催生出零散的对流区（即雷暴），系统此时所在海域存在中等强度风切变，所以一度难以朝热带天气系统发展。风切变减弱后，系统于10月26日发展出明显的低气压区，并且结构逐渐改善，北部和南部都有良好的外流。协调世界时10月28日凌晨三点，印度气象局认定系统成为低气压，并在九小时后升级成强低气压；联合台风警报中心则于协调世界时当天晚上21点判定系统已属热带气旋并分配编号“04”。
强低气压起初缓慢北上，然后受反气旋影响转向东北。10月29日午夜0点，印度气象局将系统升级成气旋风暴并以“查帕拉”（Chapala）命名。与此同时，风暴受西北方向的反气旋影响转向西进。接下来由于所在洋面风切变弱，水温也达到30°（86°）这一历史新高，查帕拉开始持续33小时的快速增强，气压共下降59毫巴（百帕，1.74英寸汞柱）。风暴发展出层次分明的雨带和雷暴，并聚拢成类风眼特征。10月29日中午12点，联合台风警报中心估计气旋风速为每小时120公里，已达飓风标准。不过，印度气象局已于当日上午9点把查帕拉升级成强烈气旋风暴，下午18点又升级成特强气旋风暴。10月30日清晨，查帕拉已形成宽22公里的清晰风眼。联合台风警报中心使用德沃夏克分析法分析卫星图像后认定，风暴在早上6点的一分钟持续风速达每小时240公里，按萨菲尔-辛普森飓风风力等级已接近四级气旋上限。根据上述数值，查帕拉成为当时阿拉伯海有纪录以来的第二强气旋，仅次于2007年的气旋古努，后在2019年被气旋基亚尔追平。10月30日午夜0点，印度气象局把风暴升级成极强气旋风暴，并在当天上午九点估计查帕拉达到三分钟持续风速每小时215公里，中心最低气压940毫巴（百帕，27.76英寸汞柱）的最高强度。

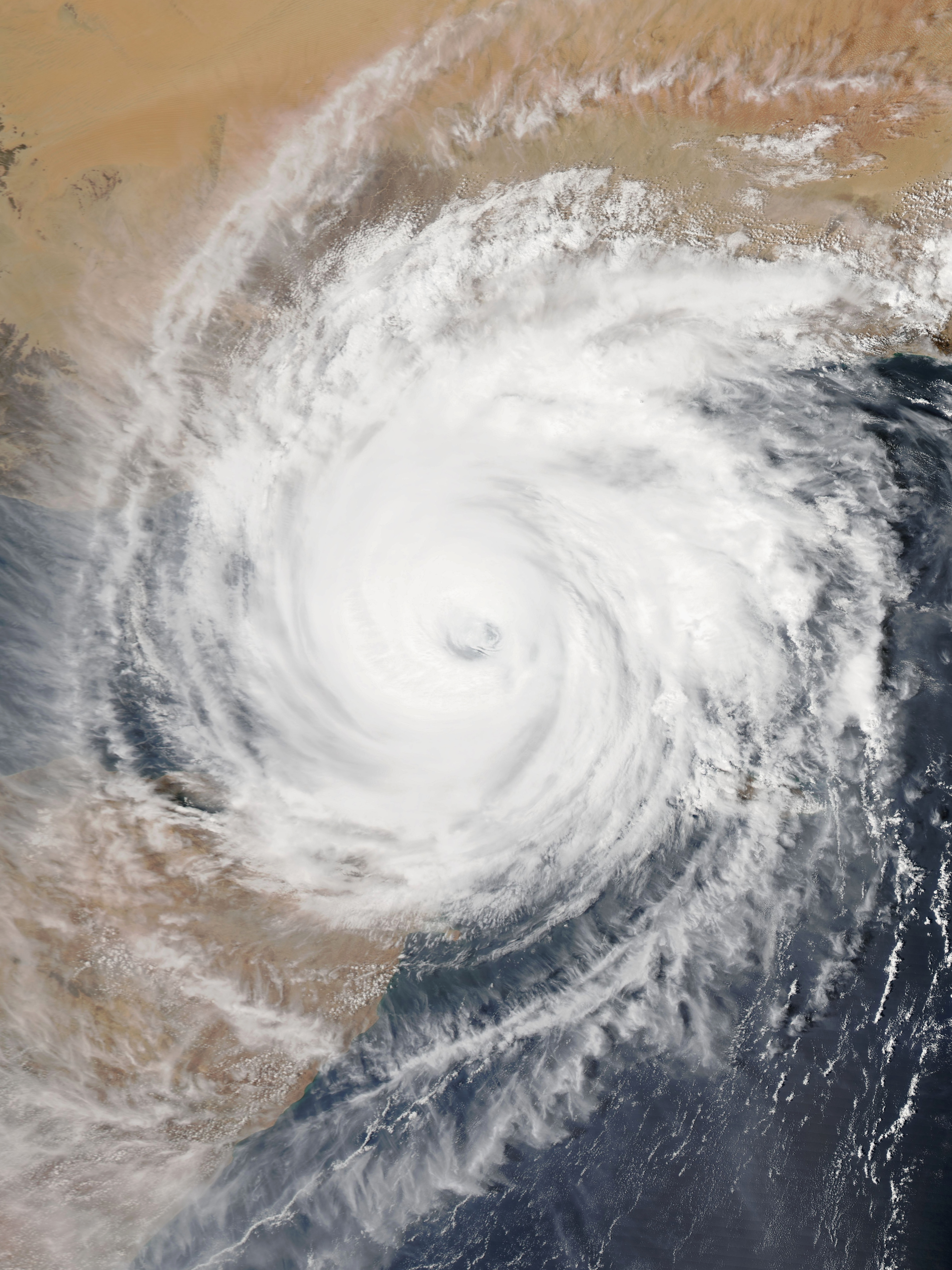
11月2日，查帕拉逼近也门

受北面的高压脊影响，达到最高强度的查帕斯朝西南偏西移动。印度气象局一度预测风暴会进一步增强成超级气旋风暴，联合台风警报中心也认为查帕拉会成为五级气旋。但风暴实际上在10月30日开始眼墙置换循环，内层风眼墙瓦解并在外层形成新风眼墙，致使强度略有下滑。同时气旋还受到偏干燥的空气侵蚀，风眼周围变得模糊。虽然风切变增强，但因四面八方都有强劲外流，特别是东北方向位于印度上空的热带对流层上部槽等利好因素，查帕拉的强度降幅很小。10月31日，新风眼墙成型，直径达到37公里，但风眼周围的雷暴还在继续减弱。11月1日，风暴从索科特拉岛北侧近海掠过，成为1922年后首场袭击该岛并达到飓风强度的风暴。
离开索科特拉岛后，查帕拉的对流核心结构因外流改善变得更为稳固。11月2日风暴进入亚丁湾，成为该海域有纪录以来最强烈的热带气旋。当天中午12点，印第气象台在查帕拉成为极强气旋风暴78小时后将其降级为特强气旋风暴。受东向风切变增多及北面阿拉伯半岛的共同影响，气旋结构变得混乱，促使更为寒冷和干燥的空气进入环流，同时查帕拉开始朝西北偏西移动，沿高压脊的西南边缘逼近也门。11月3日凌晨1点至2点，风暴以时速120公里强度从穆卡拉附近登陆，成为有纪录以来第一个以飓风强度登陆也门的热带气旋，也是1960年后首场袭击该国的强烈气旋风暴。查帕拉的中心在海岸上逗留一段时间后才朝内陆进发，风暴在陆地上空急剧消退，到11月4日午夜0点就减弱成低气压，再于三小时后退化成残留低气压区。

## 防灾措施和影响

### 阿曼
阿曼官员早在10月30日就根据气象机构预测发出警示，沿海地区可能出现大浪并爆发山洪，建议公众远离低洼地区，同时渔民最好不要冒险出海，避开可能高达五到七米的狂浪。政府官员将佐法尔省的学校封闭。最终查帕拉有惊无险地从该国以南经过。

### 索马里
面对恶劣海况威胁，联合国难民署劝告索马里和埃塞俄比亚难民不要前往也门。气旋激起强烈涌浪，对索马里沿海大范围地区产生破坏，约有280艘船受损。邦特兰东部灾情最重，约45公里道路和九所学校受损，两千名学子只能在帐篷里求学。巴里州350套房屋被毁，成千上万居民流离失所。当地5100棵树木倒塌，2.5万野生动物死亡。风暴产生的暴雨范围从索马里最东北角向西一直延伸到索马里兰柏培拉区。索马里兰有3000只绵羊或山羊死亡，对当地依赖牲畜生存的游牧民族构成严重影响。持续不断的降水迫使生活在低洼地区的居民背离家园，往地势更高的区域转移。
查帕拉过去后，索马里兰政府向灾民分发大米、糖和塑料布。当地红十字分会在风暴及之后的气旋梅格过去后向受灾家庭发放毛毯、睡垫和床垫。国际援助合作社（CARE）提供30万美元用于购买救济物资并恢复用水安全。

### 也门

11月3日，查帕拉登陆也门

气象机构预测查帕拉会成为有纪录以来袭击也门的最强热带气旋并引发极其严重的洪灾，消息在这个正深陷内战的国家引起恐慌。联合国称也门正发生“在全世界范围都非常严重的人道主义危机”。气象部门预计风暴在部分地区产生的降水会达到当地多年总和，引发针对“大规模泥石流和山洪暴发”的担忧。部分天气模型显示最高降雨总量可能在400毫米以上，对居民生命构成威胁，而且在基地组织控制下导致的权力真空更会令灾情雪上加霜，特别是在约有30万居民的港口城市穆卡拉。
得到国际社会承认、此时控制着该国南部大部分区域的也门政府宣布该国哈德拉毛省、索科特拉省、马哈拉省和舍卜沃省的学校停课。也门气象局劝告居民至少远离海岸一公里。风暴来袭前，约有1万8750人离开家园前往也门本土避难。大部分人在学校或医院等公共建筑内躲避，其他人大多和亲友待在一起。世界卫生组织向医院及救护车分配汽油，确保它们能持续有效运作。基地组织控制下的穆卡拉也将一个沿海社区疏散。

#### 索科特拉岛

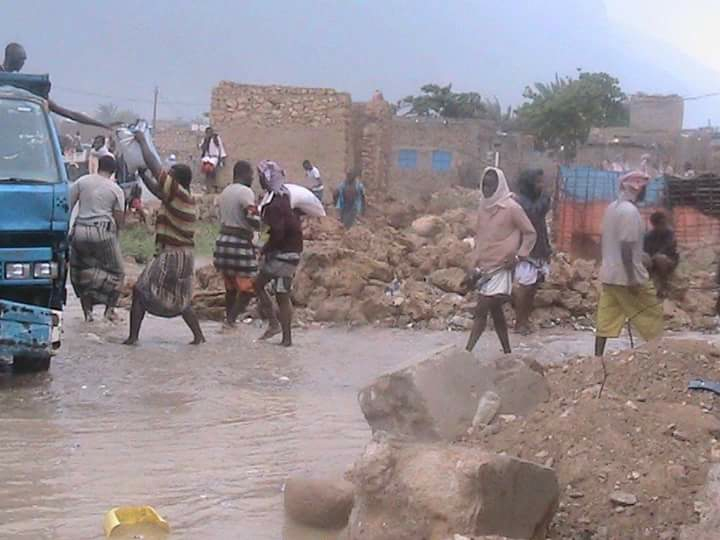
11月1日索科特拉岛的洪水

索科特拉岛约有一千户居民疏散到学校改建的避难所。11月1日，查帕拉在岛上降下暴雨并产生飓风强度狂风，当地居民称已有几十年没见过这么大的雨。该岛东北部因洪灾与世隔绝，居民只能爬上屋顶敖过难关。风暴令岛上主要码头受损，全岛电力中断，237户民宅被毁，另有497户受损，迫使1.8万人离开家园。气旋还令至少200人受伤，起初的新闻报道中称岛上有三人丧生，但从联合国人道事务协调厅的灾后统计来看均未确认。

#### 本土
也门南岸狂风暴雨肆虐，还受到大浪冲击。位于里扬机场的气象站测得每小时117公里的持续风速和每小时143公里的阵风时速后中止记录，但风速还在上升，证明查帕拉登陆也门时强度达到飓风标准。部门区域仅48小时就降水610毫米，相当于年均降雨量的七倍。一些地区往常一年降水不足50毫米，土地无法吸收如此多的水份，由此产生的地表径流引发山洪，沿着往常干燥的河床和干谷前进，将距海岸线尚有数公里远的沿海区域淹没。
也门本土共有214户民宅被毁，600户受损。风暴共夺走八条人命，其中五人溺毙，三人死于住房倒塌。淹死的五人中包括远在西部城市亚丁的一名渔民，在波涛汹涌的海上遇溺。政府官员认为，正是靠着气旋来袭前的大规模疏散才令死亡人数降至低位。该国约有65人受伤，其中穆卡拉25人。怡安集团估计也门遭受的损失总额达数亿美元。
查帕拉引发的洪灾导致牲畜死亡、庄稼受损，船只被毁。该国七所医疗机构受到破坏，其中第五大城市穆卡拉就有两所。风暴致使电话线路中断，管道受损并导致停水，还令90套房屋受到破坏。气旋将穆卡拉的滨水区摧毁，居民前往学校躲避。该市的主要医院因洪水关闭，但在两天后恢复运作。受洪水和山体滑坡影响，穆卡拉城内及周边约35公里主干道或次级干道被泥沙阻塞，其中包括该市通往亚丁的沿海公路。吉拉村（Jilah）约八成面积被淹，250套房屋受损。

## 善后

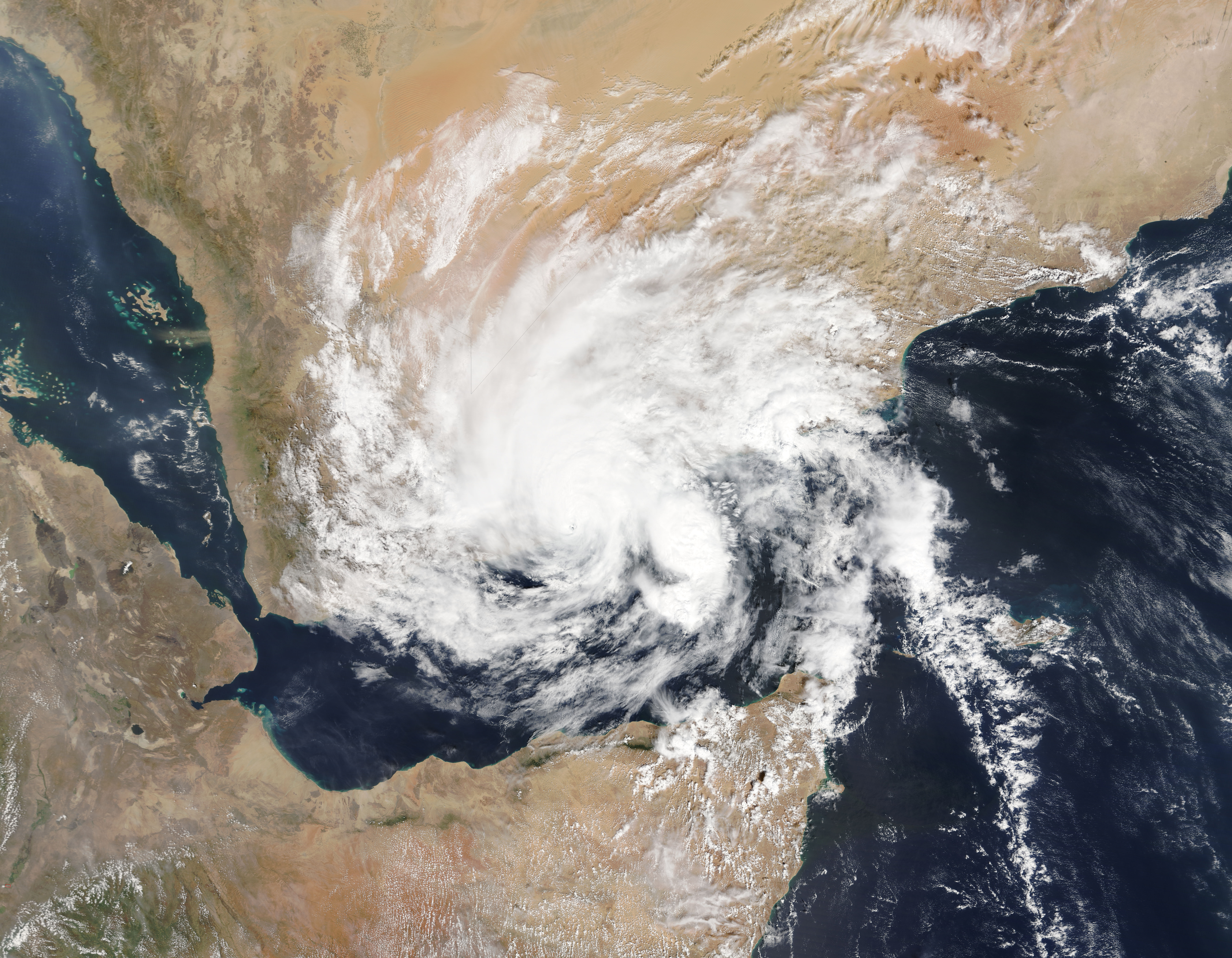
查帕拉登陆后位于也门上空时的卫星图像

11月1日风暴过境后不久，也门政府宣布索科特拉岛进入紧急状态，当地红十字分会向岛上居民提供熟食和防水布。截至11月9日，多个波斯湾阿拉伯国家共派出43架飞机向该岛运送物资。邻国阿曼派出14架货机共提供270吨食品，另有毛毯和帐篷。阿拉伯联合酋长国也派出飞机和船只，共运送500吨食品，十吨毛毯和帐篷，以及1200桶柴油。国际移民组织捐出2000套避难工具包，并向索科特拉岛派出医疗队。由于主要港口已经受损，岛上居民开辟临时通道以便分发援助物资。
风暴过后的几天里，也门其他地区依然不时发生空袭和军事冲突。查帕拉过去仅一周后，气旋梅格又沿类似路线来袭。两场风暴共夺走也门26条人命，导致4.7万人无家可归。通讯不畅本就对救援物资的发放不利，持续的内战更是雪上加霜，而且受灾最严重的地区还在基地组织控制下，提供救援的车辆必须通过层层安全检查，导致物资不能及时送到灾民手中。工作人员在气旋过后的几天里就开始恢复通讯、清理道路。11月19日，大部分被迫离开的居民均已回家，但还是有部分因房屋受损留在避难所。也门南部经历两场风暴袭击后出现食品和燃料短缺。穆卡拉2016年1月因洪水导致登革热爆发，约有1040人感染，起初有关部门试图通过灭杀携带病毒的蚊虫控制疫情，但因洪水持续不退且卫生条件差导致收效甚微，最终有七人病死。查帕拉引起的洪灾还在2016年3月导致蝗灾爆发，受灾范围从也门全境一直延伸到巴基斯坦。
联合国下属机构和多个非政府组织向灾民提供援助，但对正处基地组织控制的城市只能慎而重之。阿联酋红新月会联合哈里发基金会与萨勒曼国王人道主义援助和救济中心，通过空中桥梁和陆地运输向也门本土灾情最严重的地区提供援助。联合国各机构共派遣29辆卡车送出296吨不含食品的物资，世界卫生组织派船从吉布提运去18吨医疗用品。为防止疾病扩散，官员从11月初开始分发蚊帐，并为五岁以下儿童注射疫苗。也门此前有六个省正普及小儿麻痹症疫苗，虽因查帕拉被迫中断，最终还是在12月完成。無國界醫生在穆卡拉建起医疗诊所并装有水箱。为缓解粮食短缺问题，世界糧食計劃署截至11月30日已向2.49万人提供储存的高能饼干。国际移民组织每天向舍卜沃省和阿比扬省提供4.1吨饮用水，并协助清理污水和瓦砾。多个机构向受灾最严重的地区提供卫生用品和食品，联合国难民署向约1600户家庭提供应急用床、炊具及其他物资。